# Casa dos Portugueses
La Casa dos Portugueses es un conjunto de dos edificios situado en la ciudad española de Madrid, en el barrio de Sol.

## Características

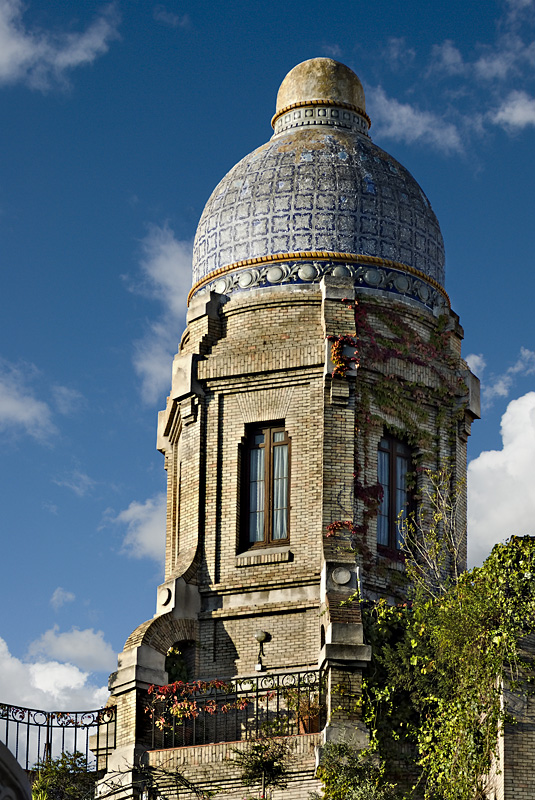
Detalle de la torre

La casa de los Portugueses está situada en la calle Virgen de los Peligros, en esquina con las calles Caballero de Gracia y Jardines. Los dos bloques fueron proyectados por el arquitecto municipal Luis Bellido y construidos entre 1919 y 1920 y 1920 y 1922, respectivamente. Una de las esquinas del edificio, cuya fachada de ladrillo y hierro responde a un estilo clasicista, está rematada por una torre de planta hexagonal.